# Domecy-sur-Cure
Domecy-sur-Cure es una localidad y comuna francesa situada en la región de Borgoña, departamento de Yonne, en el distrito de Avallon y cantón de Vézelay.

## Demografía
| 716 | 743 | 726 | 732 | 900 | 860 | 951 | 958 | 862 | 832 | 800 | 798 | 819 | 868 | 784 | 761 | 700 | 709 | 688 | 600 | 505 | 473 | 809 | 487 | 526 | 459 | 491 | 446 | 386 | 481 | 500 | 450 | 387 |
| Para los censos de 1962 a 1999 la población legal corresponde a la población sin duplicidades (Fuente: INSEE [Consultar]) |     |     |     |     |     |     |     |     |     |     |     |     |     |     |     |     |     |     |     |     |     |     |     |     |     |     |     |     |     |     |     |     |

## Historia
La comuna de Domecy-sur-Cure está constituida por dos parroquias, Cure y Domecy, que han estado pobladas desde la prehistoria.
Destaca históricamente la abadía de Saint-Martin-de-Cure, cuya existencia está atestiguada al menos a partir del siglo X y que formó parte del señorío de Chastellux desde el siglo XII hasta la revolución francesa. Esta antigua abadía es actualmente una mansión que conserva varias torres y un ábside de estilo románico.
Así mismo, se conserva una mina de plata que comenzó a explotarse en el siglo XVI.

## Arquitectura
El castillo de Domecy fue construido en el siglo XV y restaurado en el XIX es una gran construcción en lo alto de una colina de estilo renacentista.
La iglesia principal de Domecy, bajo la advocación de san Román, es del siglo XVI con añadidos en el XIX. Presenta planta de cruz latina y es de estilo renacentista. En Cure se conserva la iglesia de Saint-Antoine, del siglo XVII.